# Хауи, Жорж
Жорж Ха́уи (араб. جورج حاوي‎; 5 ноября 1938, Бтегрин Великий Ливан, ныне Ливан — 21 июня 2005, Бейрут, Ливан) — ливанский политический деятель.

## Биография
Родился в семье, принадлежащей к Антиохийской православной церкви, затем стал атеистом. В политическую активность был вовлечён со студенческих лет, участвуя в многочисленных забастовках и демонстрациях. В 1964 году был брошен в тюрьму за организацию забастовки на государственном табачном предприятии, в 1969 году — за акцию в поддержку Палестины, в 1970 году — за участие в атаке на армейское подразделение.
С 1956 года член Ливанской коммунистической партии (ЛКП). В 1967 году его членство в партии было временно приостановлено из-за его призывов к большей самостоятельности от КПСС. С 1968 года — член Политбюро и секретарь ЦК ЛКП. В 1979—1993 годах — Генеральный секретарь ЦК ЛКП. Во время Гражданской войны в Ливане участвовал в создании ополчения ЛКП, союзного «Национальному движению Ливана» друзского лидера Камаля Джумблата, во время войны с Израилем — «Фронта национального сопротивления Ливана».
В последние годы жизни выступал как резкий критик вмешательства Сирии в дела Ливана. В 2000 году покинул ряды ЛКП и в 2004 году создал новую партию Левое демократическое движение. Обвинял Рифата Асада в организации убийства Камаля Джумблата. Погиб от взрыва бомбы. Незадолго до его гибели аналогичным образом был убит его товарищ по партии Самир Кассир.